# Relación empuje a peso

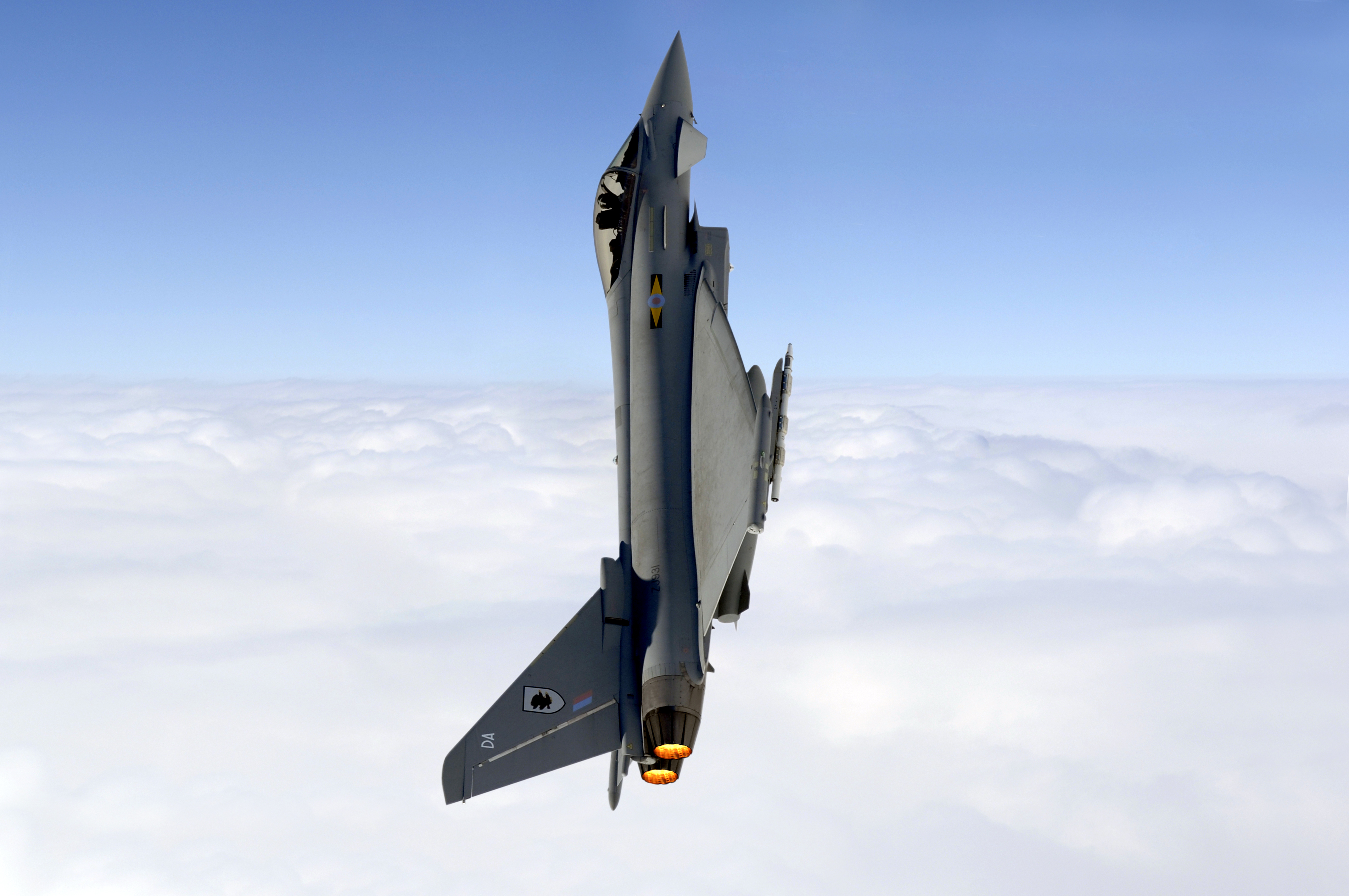
Ejemplo de empuje a peso. Fotografías aéreas del Eurofighter Typhoon en vuelo, Avión en vuelo vertical, ZJ931.

La relación empuje a peso (donde peso se refiere al peso en la superficie de la tierra) es un parámetro adimensional característico de los motores de cohete, los motores a reacción, y los vehículos propulsados por este tipo de motores (típicamente vehículos espaciales y aviones de reacción). Se usa como figura de mérito para comparaciones cuantitativas de diseño de vehículos y motores.
Evidentemente el valor es mayor para el motor que para la totalidad del vehículo de lanzamiento; el último tiene que ser mayor que uno (por ejemplo 1,4) en el lanzamiento desde la superficie de la tierra (desde la Luna puede ser menor).
Existen muchos factores que afectan a la relación empuje a peso y para una comparación válida, el empuje debería ser medido bajo condiciones controladas. Entre los factores que afectan al empuje está, la temperatura, presión, densidad y composición del flujo libre de aire. Dependiendo del motor o vehículo bajo consideración, el peso efectivo puede cambiar por el consumo de combustible y la gravedad en el punto de uso.

## Ejemplos
El motor de cohete ruso RD-180 produce 3.820 kN de empuje a nivel del mar y tiene una masa en vacío de 5.307 kg.  Utilizando una gravedad de 9,80665 m/s², la relación empuje a peso se calcula como sigue: (1 kN = 1000 N = 1000 kg⋅m/s²)
{\displaystyle {\frac {E}{P}}={\frac {3.820\ \mathrm {kN} }{(5.307\ \mathrm {kg} )(9,807\ \mathrm {m/s^{2}} )}}=0,0734\ {\frac {\mathrm {kN} }{\mathrm {N} }}=73,4\ {\frac {\mathrm {N} }{\mathrm {N} }}=73,4}

## Aviones
La relación empuje a peso y la carga alar son los dos parámetros más importantes para determinar el rendimiento de un avión. Por ejemplo, la relación empuje a peso de un avión de combate es un buen indicador de la maniobrabilidad del aparato.
La relación empuje a peso varía constantemente durante el vuelo. El empuje varía con la configuración del acelerador, la velocidad aerodinámica, la altitud y la temperatura del aire. El peso varía con la cantidad de combustible disponible y los cambios de carga. Para un avión, la relación empuje a peso calculada suele ser el empuje estático máximo a nivel del mar dividido por el peso cargado.
{\displaystyle {\frac {E}{P}}={\frac {empuje\ maximo\ (N)}{masa\ cargada\ (kg)*9,807\ (m/s^{2})}}={\frac {empuje\ maximo}{masa\ cargada*9,807}}}